# Stanhope House
Stanhope House est un bâtiment classé de niveau II situé 46 et 47, Park Lane, dans le quartier de Mayfair, à Londres. 
Il a été construit entre 1899 et 1901 sur un projet de Romaine-Walker et Francis Besant. Le bâtiment a été commandé par le fabricant de savon Robert William Hudson. 
L'édifice a été inscrit sur la liste des monuments classés en 1958. En 1969-1970, après un incendie, l’intérieur a été rénové. 
Le bâtiment abrite maintenant des bureaux commerciaux. En 1999, il a été acheté, rénové et cédé en tant que bureau par HAB Group, une société privée de développement immobilier et d'investissement aux Îles Turques et Caïques. 
Stanhope House et Dudley House sont les deux seules restantes des dix demeures d'origine qui bordaient Park Lane en 1900. 